# Harrod (Ohio)
Harrod es una villa ubicada en el condado de Allen en el estado estadounidense de Ohio. En el Censo de 2010 tenía una población de 417 habitantes y una densidad poblacional de 670,85 personas por km².

## Geografía
Harrod se encuentra ubicada en las coordenadas 40°42′26″N 83°55′17″O / 40.70722, -83.92139. Según la Oficina del Censo de los Estados Unidos, Harrod tiene una superficie total de 0.62 km², de la cual 0.62 km² corresponden a tierra firme y (0.42%) 0 km² es agua.

## Demografía
Según el censo de 2010, había 417 personas residiendo en Harrod. La densidad de población era de 670,85 hab./km². De los 417 habitantes, Harrod estaba compuesto por el 99.28% blancos, el 0% eran afroamericanos, el 0% eran amerindios, el 0% eran asiáticos, el 0% eran isleños del Pacífico, el 0% eran de otras razas y el 0.72% pertenecían a dos o más razas. Del total de la población el 1.68% eran hispanos o latinos de cualquier raza.